# Ceratinoptera lobipennis
Ceratinoptera lobipennis är en kackerlacksart som först beskrevs av Henri Saussure 1869.  Ceratinoptera lobipennis ingår i släktet Ceratinoptera och familjen småkackerlackor. Inga underarter finns listade i Catalogue of Life.